# Demodex caprae
Demodex caprae är en spindeldjursart som beskrevs av Louis-Joseph Alcide Railliet 1893. Demodex caprae ingår i släktet Demodex och familjen Demodecidae. Inga underarter finns listade i Catalogue of Life.